# Balachaur
Balachaur là một thị xã và là một nagar panchayat của quận Nawanshahr thuộc bang Punjab, Ấn Độ.

## Nhân khẩu
Theo điều tra dân số năm 2001 của Ấn Độ, Balachaur có dân số 18.106 người. Phái nam chiếm 53% tổng số dân và phái nữ chiếm 47%. Balachaur có tỷ lệ 68% biết đọc biết viết, cao hơn tỷ lệ trung bình toàn quốc là 59,5%: tỷ lệ cho phái nam là 73%, và tỷ lệ cho phái nữ là 63%. Tại Balachaur, 12% dân số nhỏ hơn 6 tuổi.